# مات بودوان
مات بودوان هو لاعب هوكي جليد كندي، ولد في 6 أبريل 1984 في Rock Forest–Saint-Élie–Deauville ‏ في كندا.

## وصلات خارجية
- مات بودوان على موقع دوري الهوكي الوطني (الإنجليزية)
- مات بودوان على موقع EliteProspects.com (الإنجليزية)
- مات بودوان على موقع HockeyDB.com (الإنجليزية)